# IC 63
IC 63 ist ein Emissionsnebel im Sternbild Kassiopeia am Nordsternhimmel. Nahe dem hellen Stern Gamma Cassiopeiae befindet sich dieser Nebel sowie der Reflexionsnebel IC 59. Der Stern ist physikalisch gesehen nur 3 bis 4 Lichtjahre von den Nebeln entfernt. IC 63 liegt etwas näher an γ Cas und leuchtet vorwiegend in rotem H-alpha-Licht. IC 59 ist weiter vom Stern entfernt und weist anteilsmäßig weniger H-alpha-Emissionen auf, dafür mehr des charakteristischen blauen Farbtons.
Das Objekt wurde im Jahre 1890 vom walisischen Astronomen Isaac Roberts entdeckt.